# Equalizador (teoria das categorias)

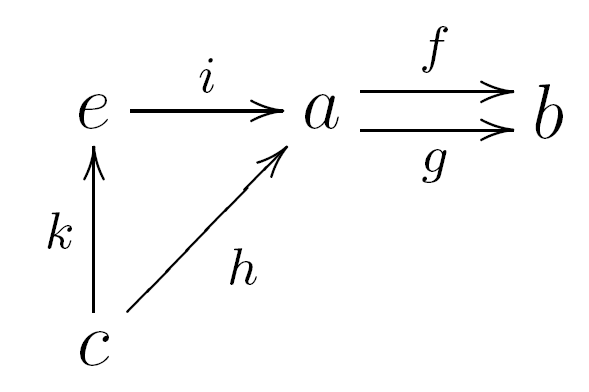
Diagrama do Equalizador

Um equalizador é uma construção de Teoria das categorias.
Dado um par de morfismos {\displaystyle f:a\rightarrow b} e {\displaystyle g:a\rightarrow b} de uma categoria C, um equalizador de {\displaystyle f} e {\displaystyle g} é um par {\displaystyle (e,i)}, {\displaystyle e} objeto de C e {\displaystyle i:e\rightarrow a} morfismo, tal que:
1. {\displaystyle f\circ i=g\circ i};
2. Para todo {\displaystyle h:c\rightarrow a}, {\displaystyle f\circ h=g\circ h} implica que existe um único {\displaystyle k:c\rightarrow e} tal que {\displaystyle i\circ k=h}.

Chamamos {\displaystyle h} de pré-equalizador. O conceito dual do equalizador é o coequalizador.
Sendo um caso particular do limite em teoria das categorias, equalizadores (se existem) são únicos a menos de isomorfismo.

## Exemplos
- Na categoria dos conjuntos {\displaystyle {\mathsf {Set}}}, o equalizador de {\displaystyle f:a\to b,\,g:a\to b} é o conjunto {\displaystyle e=\{x\in a|f(x)=g(x)\}}, enquanto que {\displaystyle i:e\to a} é a inclusão. Na categoria dos espaços topológicos, dos grupos, e outras, o equalizador tem mesma descrição, com estrutura topológica ou algébrica adicional.[1]

## Propriedades
O morfismo {\displaystyle i:e\to a} no diagrama de equalizador é sempre monomorfismo.
Há também o conceito de equalizador de um conjunto arbitrário de morfismos de mesmo domínio e contradomínio.